# Magny-lès-Jussey
Magny-lès-Jussey là một xã thuộc tỉnh Haute-Saône trong vùng Bourgogne-Franche-Comté phía đông nước Pháp.